# Chano Pozo
Chano Pozo (Havanna, 1915. január 7. – New York, 1948. december 2.) kubai dobos, énekes, táncos, zeneszerző.

## Pályakép
Chano Pozo néven vált híressé a kubai ütőhangszeres, énekes, táncos, zeneszerző.
Mindössze 33 évet élt, ennek ellenére fontos szerepet játszott a latin dzsessz létrejöttében. Írt néhány Dizzy Gillespie ihlette latin karakterű kompozíciót, mint például a „Manteca”-t vagy a „Tin Tin Deo”-t. Ő volt az első latin ütőhangszeres Gillespie együttesében.
Pozo halálos kimenetelű verekedésbe keveredett egy Harlem-i mulatóban.